# David Goodwin
David Goodwin (ur. 27 lutego 1992 w Saint Louis) – amerykański hokeista.
Jego bracia Paul i Sam (ur. 1988) także zostali hokeistami.

## Kariera
- St. Louis Amateur Blues 18U AAA (2008-2010)
- St. Louis Bandits (2009/2010)
- Green Bay Gamblers (2010-2011)
- Sioux City Musketeers (2011-2012)
- Cedar Rapids RoughRiders (2012-2013)
- Penn State Nittany Lions (2013-2017)
- SaiPa (2017-2019)
- Mora IK (2019)
- Belfast Giants (2019-2020)
- Cracovia (2020–2021)
- Belfast Giants (2021-)

Wychowanek St. Louis Blues AAA. Od 2010 do 2013 grał w lidze USHL w barwach trzech ekip. Od 2013 przez cztery lata występował w amerykańskiej lidze akademickiej NCAA w barwach zespołu z Penn State University, a w ostatnim sezonie był kapitanem drużyny. W czerwcu 2017 został zawodnikiem fińskiego klubu SaiPa w rozgrywkach Liiga. W kwietniu 2018 przedłużył kontrakt. W maju 2019 przeszedł do szwedzkiej drużyny IK Oskarshamn, skąd pod koniec sierpnia 2019 został przetransferowany do Mora IK. W listopadzie 2019 został zawodnikiem północnoirlandzkiego klubu Belfast Giants, występującego w brytyjskich rozgrywkach EIHL. Pod koniec grudnia 2020 ogłoszono jego transfer do Cracovii w rozgrywkach Polskiej Hokej Ligi. W swoim pierwszym meczu 5 stycznia 2021 zaliczył dwie asysty. Na początku sierpnia 2021 ponownie został zawodnikiem klubu z Belfastu.
Podczas kariery hokejowej zajął się także działalnością charytatywną.

## Sukcesy
Klubowe
- Clark Cup – mistrzostwo USHL: 2012 z Green Bay Gamblers
- Mistrzostwo NCAA (B1G): 2017 z Green Bay Gamblers
- Srebrny medal mistrzostw Polski: 2021 z Cracovią

Indywidualne
- NCAA (B1G) 2014/2015:
  - Honorable Mention All-Star Team
- NCAA (B1G) 2015/2016:
  - Honorable Mention All-Star Team
- NCAA (B1G) 2016/2017:
  - Honorable Mention All-Star Team
  - Senior Class All-Americans 2nd Team